# St.-Marineh-Kirche
Koordinaten: 38° 42′ 54″ N, 41° 30′ 9″ O

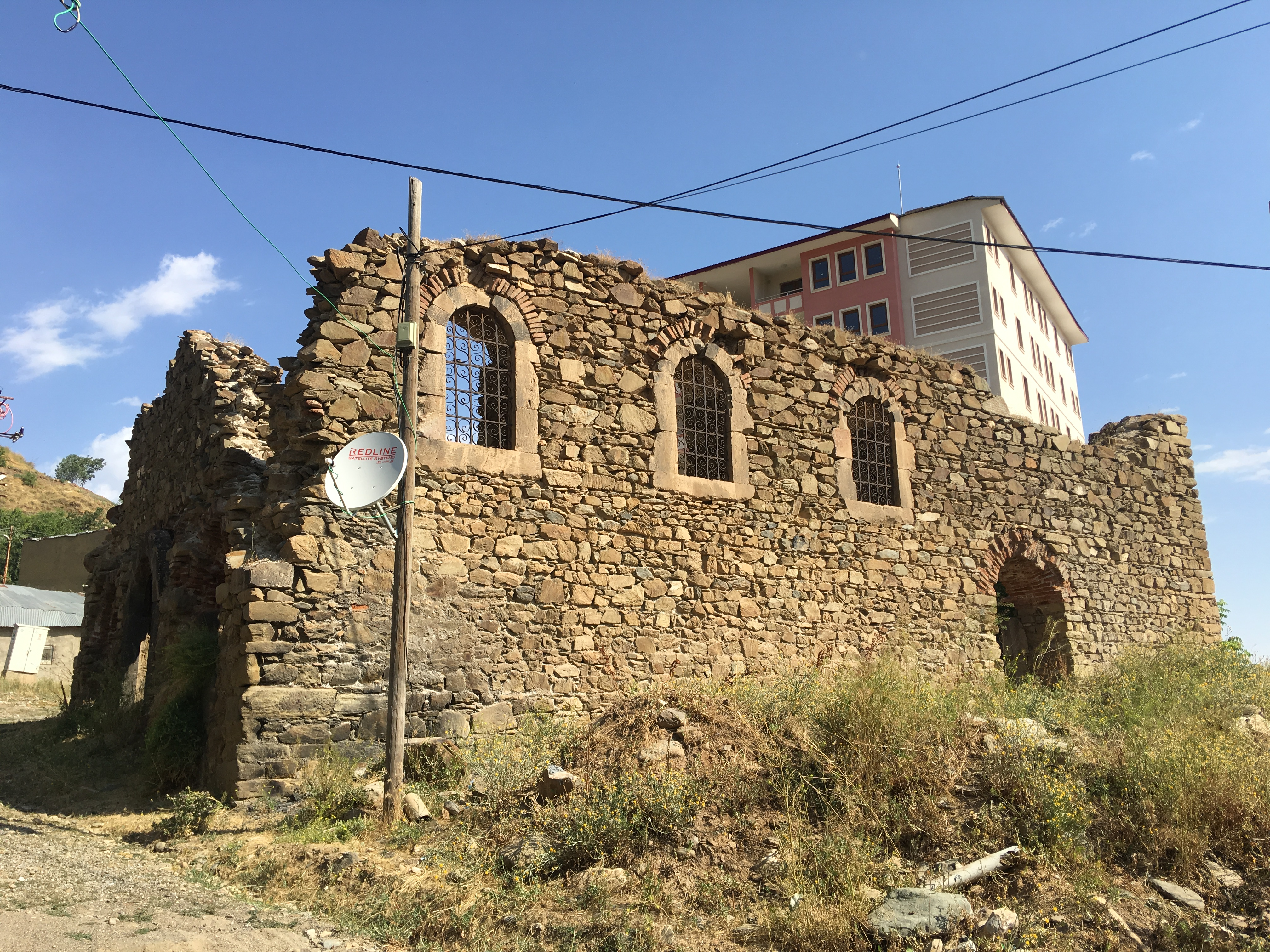
Ruine der St.-Marineh-Kirche

Die im 6. Jahrhundert erbaute St.-Marineh-Kirche (armenisch Սուրբ Մարինէ եկեղեցի, auch Katoghike genannt) ist eine heute ruinöse armenische Kirche in der Stadt Muş in Ostanatolien in der Türkei.
Sie war eine von mehreren Kirchen von Muş, der Hauptstadt der Region Taron im Königreich Armenien. Heute stehen aufgrund des mit den Armenierverfolgungen einsetzenden Verfalls nur noch die Wände aus grob behauenen Natursteinen der einstigen Kirche.